# Supergigante roja

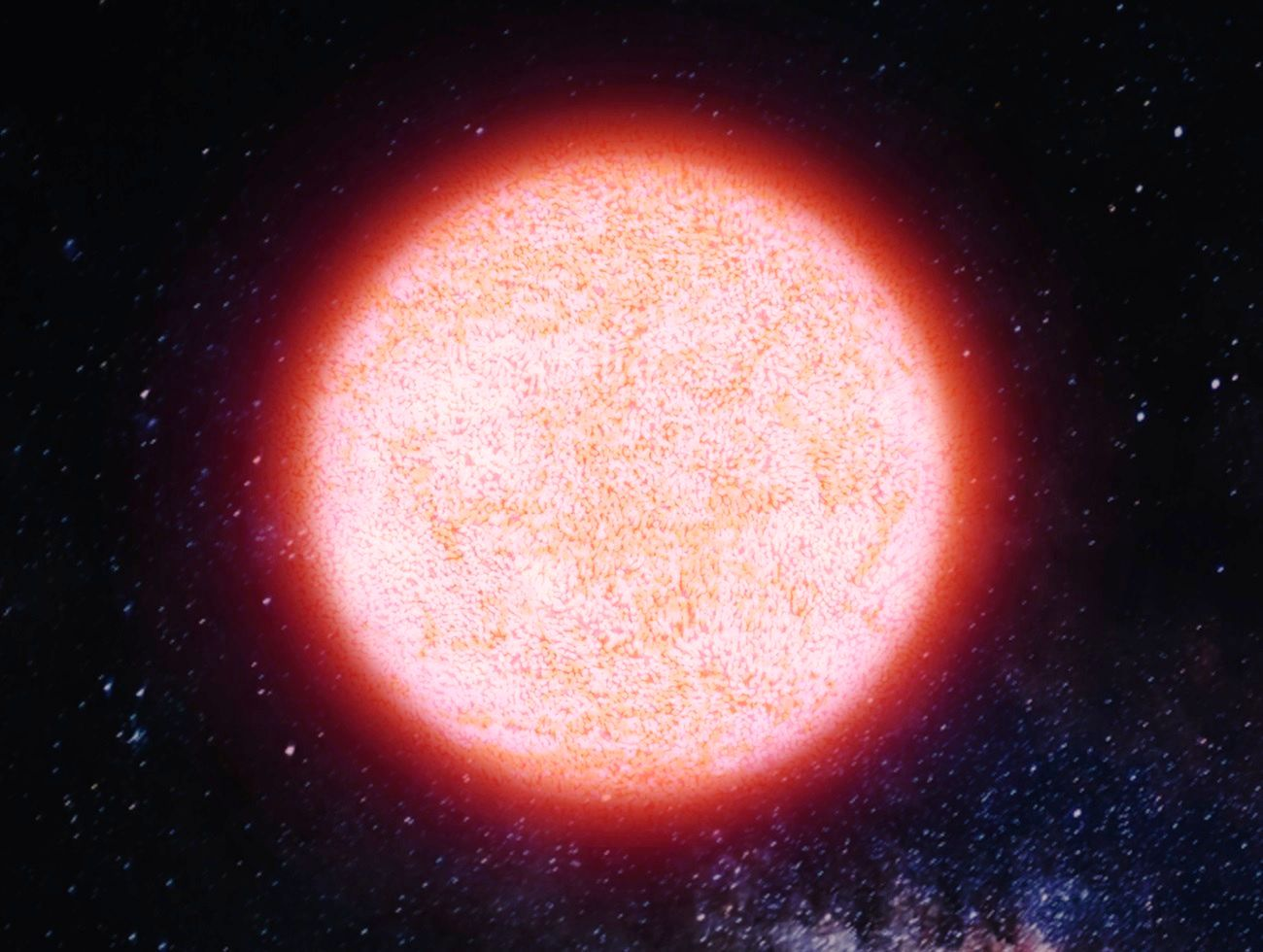
Representación de una supergigante roja.

En astronomía, se denominan supergigantes rojas (red supergiants en inglés) a estrellas supergigantes (de clase de luminosidad I) de tipo espectral K o M. Son las estrellas más grandes (en términos de volumen) que se encuentran en el universo, aunque no son las más masivas y, como su nombre lo indica, son de color rojizo y ligeramente oscuro.

## Evolución y características
Las estrellas con más de unas 10 masas solares, después de consumir su hidrógeno en el núcleo durante la etapa de secuencia principal, se transforman en supergigantes rojas durante su etapa de fusión de helio. Estas estrellas no son las más calientes, sino que, relativamente, están entre las más frías. A diferencia de las gigantes azules, cuyas temperaturas superficiales varían entre 28.000 y 
50.000 K, las de estos astros normalmente oscilan entre 3000 y 4000 K. Asimismo, por lo que respecta a su tamaño, son las estrellas más grandes, pero sus densidades son muy bajas, menores que las de las gigantes azules, que son más pequeñas pero más calientes en su superficie. Del mismo modo, sus temperaturas internas, en la zona nuclear, alcanzan por lo menos los 600 millones de K en comparación con las pocas decenas de millones de K presentes en el corazón de una estrella gigante roja. Esto se debe a que mientras las primeras fusionan carbono o elementos más pesados en la combustión estelar, las gigantes rojas fusionan tan sólo hidrógeno. (Véase nucleosíntesis estelar).
La baja temperatura efectiva de estas estrellas comparada con la de las supergigantes azules, como se expresó anteriormente, se debe a que la densidad, es decir, la cantidad de masa en relación con el volumen que ocupan dichos cuerpos celestes, es muy baja, por lo que se puede decir también, que la densidad de las supergigantes rojas es mucho menor que la de las gigantes azules; el diámetro de estos astros es en consecuencia muy grande, de cientos de veces el del Sol o incluso mucho mayor. Las mayores supergigantes rojas conocidas en la Galaxia son UY Scuti, NML Cygni,  VY Canis Majoris, VV Cephei, KW Sagittarii, V354 Cephei y KY Cygni, todas ellas con radio unas 1.500 veces mayor que el radio solar, o unas 7 ua, y algunas catalogadas incluso como hipergigantes rojas. Si estuvieran situadas en el centro del sistema solar, su superficie se situaría entre las órbitas de Júpiter y Saturno, o incluso sobrepasaría la de este último planeta. Es de destacar que, de acuerdo a los modelos teóricos, el tamaño máximo que pueden alcanzar estos astros varía según la metalicidad de la estrella y en nuestra galaxia es precisamente ese; por encima se vuelven inestables y sufren erupciones, cambiando su tipo espectral en apenas meses.
De acuerdo con estudios de Martin Schwarzschild publicados en 1975, la zona exterior de estas estrellas es convectiva como sucede en el Sol; sin embargo, mientras que en nuestra estrella existen varios millones de gránulos solares en una supergigante roja típica cómo Betelgeuse se estima que existen apenas un puñado de ellos, con diámetros de 180 millones de kilómetros o más y profundidades de 60 millones de kilómetros, los cuales debido a la muy baja densidad de estos astros y a su también baja temperatura superficial son bastante ineficientes, de modo que al ver en un determinado momento mientras la supergigante roja rota solamente un grupo de ellos se pueden explicar que muchas de estas estrellas sean [estrella variable|estrellas variables]. 
Observaciones de supergigantes rojas cómo Betelgeuse en particular, Antares, o Ras Algethi parecen confirmar este modelo.
Actualmente se conocen varias estrellas de este tipo, siendo las más brillantes Betelgeuse (α Orionis) y Antares (α Scorpii). Se piensa que Betelgeuse está en la etapa final de su evolución estelar y en función de su masa podría convertirse en una supernova. Otras supergigantes rojas, como Mu Cephei, están a tal distancia de la Tierra que su magnitud aparente es significativamente menor, si bien son mucho más luminosas que estas. 
Las supergigantes rojas provienen de la evolución de gigantes azules y, dependiendo de la masa de la estrella progenitora, pueden explotar directamente como una supernova o hacerlo pasando tras una fuerte pérdida de masa de nuevo como una gigante azul (fase conocida como de Variable luminosa azul) o incluso como una estrella de Wolf-Rayet, dando lugar a una estrella de neutrones o a un agujero negro.
Según la primera ley de la termodinámica, la energía (indiferentemente de cual tipo sea la que estemos estudiando) en un sistema cerrado, siempre se conserva y se distribuirá uniformemente dentro del sistema a estudiar. Dentro de dicho sistema, la superficie y la intensidad de energía, se comportarán de forma inversamente proporcional. Análogamente a esta ley, mientras el tamaño de la estrella sea menor, la intensidad de energía calórica, procedente de la fusión de átomos de hidrógeno, será mayor y si el tamaño es mayor, su intensidad será menor.